# Patriotas de Lares 2015
Questa voce raccoglie le informazioni riguardanti i Patriotas de Lares nelle competizioni ufficiali della stagione 2015.

## Organigramma societario
Area direttiva
- Presidente: José Luis Torres Olivencia

Area tecnica
- Primo allenatore: Gabriel Rodríguez

## Rosa
| N° | Nome                  | Ruolo | Data di nascita  | Nazionalità sportiva |
| -- | --------------------- | ----- | ---------------- | -------------------- |
| 1  | Juan Carlos Rodríguez | P     | 1º ottobre 1992  | Porto Rico           |
| 2  | Andrés Cruz           | S     | -                | Porto Rico           |
| 2  | Jonathan Rivera       | P     | 31 maggio 1993   | Porto Rico           |
| 3  | Adalberto Morales     | O     | -                | Porto Rico           |
| 4  | Javier Jiménez        | S     | 14 dicembre 1992 | Porto Rico           |
| 6  | Luis Ruiz             | P     | 17 maggio 1993   | Porto Rico           |
| 7  | Domingo González      | O     | 29 gennaio 1990  | Porto Rico           |
| 8  | John Klanac           | S     | 20 luglio 1988   | Stati Uniti          |
| 9  | Derwin Flores         | C     | -                | Porto Rico           |
| 10 | Josué Núñez           | C     | 9 maggio 1985    | Porto Rico           |
| 10 | Christian Cruz        | C     | -                | Porto Rico           |
| 11 | José Mulero           | L     | 25 ottobre 1991  | Porto Rico           |
| 12 | Bolívar Bermúdez      | S     | -                | Porto Rico           |
| 13 | Christian Burgos      | S     | 24 marzo 1996    | Porto Rico           |
| 14 | Ángel Mercado         | C     | -                | Porto Rico           |
| 14 | Amaury Mercado        | S     | -                | Porto Rico           |
| 15 | José López            | S     | -                | Porto Rico           |
| 16 | Oleksiy Gutor         | S     | 20 aprile 1984   | Ucraina              |
| 18 | Edwin Aquino          | C     | 9 novembre 1984  | Porto Rico           |
| 18 | Paul Agosto           | O     | 12 giugno 1990   | Porto Rico           |

## Mercato
| Acquisti | Acquisti              | Acquisti              | Acquisti   |
| R.       | Nome                  | da                    | Modalità   |
| -------- | --------------------- | --------------------- | ---------- |
| P        | Juan Carlos Rodríguez | Capitanes de Arecibo  | definitivo |
| S        | Andrés Cruz           | Gigantes de Carolina  | definitivo |
| S        | Adalberto Morales     | ?                     | definitivo |
| S        | Javier Jiménez        | ?                     | definitivo |
| S        | John Klanac           | Baia Mare             | definitivo |
| C        | Derwin Flores         | Gigantes de Carolina  | definitivo |
| C        | Josué Núñez           | Plataneros de Corozal | definitivo |
| L        | José Mulero           | Indios de Mayagüez    | definitivo |
| S        | Christian Burgos      | ?                     | definitivo |
| C        | Ángel Mercado         | Inattivo              | definitivo |
| S        | José López            | Inattivo              | definitivo |
| C        | Edwin Aquino          | Cariduros de Fajardo  | prestito   |
| O        | Paul Agosto           | ?                     | definitivo |
| S        | Oleksiy Gutor         | ?                     | definitivo |
| P        | Jonathan Rivera       | Changos de Naranjito  | definitivo |
| C        | Christian Cruz        | ?                     | definitivo |

| Cessioni | Cessioni              | Cessioni                 | Cessioni              |
| R.       | Nome                  | a                        | Modalità              |
| -------- | --------------------- | ------------------------ | --------------------- |
| S        | Ricardo Archilla      | Caribes de San Sebastián | fine prestito         |
| L        | Rafael Ramos          | -                        | ritirato              |
| C/O      | Steven Morales        | Caribes de San Sebastián | fine prestito         |
| S        | Abdriel Cardona       | Caribes de San Sebastián | definitivo            |
| C        | Luis Quiñones         | Indios de Mayagüez       | definitivo            |
| C        | Jessie Colón          | Caribes de San Sebastián | fine prestito         |
| S        | Alexis Matías         | -                        | ritirato              |
| S        | Alexander Robles      | Plataneros de Corozal    | definitivo            |
| P        | Kevin Rodríguez       | Changos de Naranjito     | definitivo            |
| S        | Jackson Rivera        | Impavida Ortona          | definitivo            |
| L        | Saúl Morales          | Indios de Mayagüez       | definitivo            |
| S        | Andrés Cruz           | -                        | ritirato              |
| S        | John Klanac           | -                        | ritirato              |
| S        | José López            | -                        | ritirato              |
| O        | Paul Agosto           | -                        | ritirato              |
| P        | Juan Carlos Rodríguez | Indios de Mayagüez       | definitivo            |
| C        | Josué Núñez           | -                        | svincolato            |
| S        | Oleksiy Gutor         | -                        | svincolato            |
| C        | Edwin Aquino          | Indios de Mayagüez       | cessione del prestito |

## Risultati

### LVSM

#### Regular season
| 1ª giornata - 20 agosto 2015 Coliseo Manuel Iguina, Arecibo                | Capitanes de Arecibo     | 3 - 0 | Patriotas de Lares       | 25-19, 25-16, 25-20               |
| 2ª giornata - 22 agosto 2015 Coliseo Félix Méndez Acevedo, Lares           | Patriotas de Lares       | 0 - 3 | Indios de Mayagüez       | 23-25, 19-25, 19-25               |
| 3ª giornata - 4 settembre 2015 Coliseo Félix Méndez Acevedo, Lares         | Patriotas de Lares       | 0 - 3 | Changos de Naranjito     | 24-26, 16-25, 20-25               |
| 4ª giornata - 6 settembre 2015 Coliseo Luis Aymat Cardona, San Sebastián   | Caribes de San Sebastián | 3 - 0 | Patriotas de Lares       | 25-21, 25-20, 25-23               |
| 5ª giornata - 8 settembre 2015 Coliseo Guillermo Angulo, Carolina          | Gigantes de Carolina     | 3 - 0 | Patriotas de Lares       | 25-12, 25-20, 25-18               |
| 6ª giornata - 10 settembre 2015 Coliseo Mario Morales, Guaynabo            | Mets de Guaynabo         | 3 - 0 | Patriotas de Lares       | 25-23, 25-22, 25-14               |
| 7ª giornata - 12 settembre 2015 Coliseo Félix Méndez Acevedo, Lares        | Patriotas de Lares       | 0 - 3 | Mets de Guaynabo         | 22-25, 29-31, 23-25               |
| 8ª giornata - 17 settembre 2015 Coliseo Félix Méndez Acevedo, Lares        | Patriotas de Lares       | 1 - 3 | Caribes de San Sebastián | 18-25, 24-26, 25-20, 21-25        |
| 9ª giornata - 19 settembre 2015 Coliseo Gelito Ortega, Naranjito           | Changos de Naranjito     | 3 - 1 | Patriotas de Lares       | 18-25, 29-27, 25-20, 25-20        |
| 10ª giornata - 24 settembre 2015 Coliseo Félix Méndez Acevedo, Lares       | Patriotas de Lares       | 1 - 3 | Gigantes de Carolina     | 21-25, 19-25, 25-23, 22-25        |
| 11ª giornata - 22 settembre 2015 Coliseo Félix Méndez Acevedo, Lares       | Patriotas de Lares       | 3 - 2 | Plataneros de Corozal    | 22-25, 18-25, 25-23, 25-21, 15-11 |
| 12ª giornata - 26 settembre 2015 Coliseo Carmen Zoraida Figueroa, Corozal  | Plataneros de Corozal    | 3 - 0 | Patriotas de Lares       | 25-19, 25-21, 25-19               |
| 13ª giornata - 29 settembre 2015 Coliseo Félix Méndez Acevedo, Lares       | Patriotas de Lares       | 0 - 3 | Capitanes de Arecibo     | 21-25, 15-25, 21-25               |
| 14ª giornata - 1 ottobre 2015 Palacio de Recreación y Deportes, Mayagüez   | Indios de Mayagüez       | 3 - 0 | Patriotas de Lares       | 25-15, 25-23, 25-19               |
| 15ª giornata - 15 ottobre 2015 Coliseo Manuel Iguina, Arecibo              | Capitanes de Arecibo     | 3 - 1 | Patriotas de Lares       | 25-27, 18-25, 25-17, 25-20        |
| 16ª giornata - 17 ottobre 2015 Coliseo Félix Méndez Acevedo, Lares         | Patriotas de Lares       | 1 - 3 | Indios de Mayagüez       | 18-25, 20-25, 25-22, 28-30        |
| 17ª giornata - 23 ottobre 2015 Coliseo Félix Méndez Acevedo, Lares         | Patriotas de Lares       | 1 - 3 | Gigantes de Carolina     | 25-23, 19-25, 22-25, 15-25        |
| 18ª giornata - 25 ottobre 2015 Coliseo Félix Méndez Acevedo, Lares         | Patriotas de Lares       | 3 - 0 | Plataneros de Corozal    | 26-24, 25-20, 25-17               |
| 19ª giornata - 29 ottobre 2015 Coliseo Gelito Ortega, Naranjito            | Changos de Naranjito     | 3 - 0 | Patriotas de Lares       | 25-20, 25-18, 25-23               |
| 20ª giornata - 31 ottobre 2015 Coliseo Luis Aymat Cardona, San Sebastián   | Caribes de San Sebastián | 3 - 0 | Patriotas de Lares       | 25-23, 25-19, 25-21               |
| 21ª giornata - 5 novembre 2015 Coliseo Mario Morales, Guaynabo             | Mets de Guaynabo         | 3 - 1 | Patriotas de Lares       | 23-25, 25-16, 25-19, 25-19        |
| 22ª giornata - 7 novembre 2015 Coliseo Félix Méndez Acevedo, Lares         | Patriotas de Lares       | 0 - 3 | Caribes de San Sebastián | 21-25, 22-25, 15-25               |
| 23ª giornata - 9 novembre 2015 Coliseo Félix Méndez Acevedo, Lares         | Patriotas de Lares       | 0 - 3 | Capitanes de Arecibo     | 23-25, 18-25, 25-27               |
| 24ª giornata - 11 novembre 2015 Palacio de Recreación y Deportes, Mayagüez | Indios de Mayagüez       | 3 - 0 | Patriotas de Lares       | 25-22, 25-21, 28-26               |

## Statistiche

### Statistiche di squadra
| Competizione | Punti | In casa | In casa | In casa | In trasferta | In trasferta | In trasferta | Totale | Totale | Totale |
| Competizione | Punti | G       | V       | P       | G            | V            | P            | G      | V      | P      |
| ------------ | ----- | ------- | ------- | ------- | ------------ | ------------ | ------------ | ------ | ------ | ------ |
| LVSM         | 5     | 12      | 2       | 10      | 12           | 0            | 12           | 24     | 2      | 22     |
| Totale       | -     | 12      | 2       | 10      | 12           | 0            | 12           | 24     | 2      | 22     |

G = partite giocate; V = partite vinte; P = partite perse